# Terminal Countdown
Terminal Countdown (conosciuto anche come Y2K) è un film di fantascienza del 1999 diretto da Richard Pepin, con Louis Gossett Jr..

## Trama
"Millennium bug", il temutissimo virus informatico che alla vigilia del XXI secolo si diceva avrebbe sconvolto i computer di mezzo mondo allo scadere della mezzanotte del 31 dicembre 1999, il cervello elettronico che controlla i missili intercontinentali contenuti in un silo sperduto nelle foreste tropicali della Colombia, impazzisce e attiva la sequenza di lancio. Al NORAD scatta immediatamente l'allarme, perché il malfunzionamento può scatenare il più terribile conflitto che la Terra abbia mai conosciuto, ma quando i militari tentano di arrestare il conto alla rovescia scoprono che il codice da trasmettere non è più valido. 
Viene così organizzata in tutta fretta una spedizione che dovrà raggiungere il silo e disattivare manualmente la procedura entro 24 ore, altrimenti sarà troppo tardi. A far parte del gruppo vengono chiamati un esperto ufficiale della CIA, un giovane mago dei computer e lo stesso progettista dell'impianto impazzito. Malgrado la fretta, la marcia non procede celermente, perché molti ed inaspettati ostacoli, oltre a quelli naturali, si frappongono tra gli uomini ed il loro obiettivo, da un boss della droga che non gradisce intrusioni nel suo territorio e fa di tutto per fermarli, alle trappole automatiche predisposte a difesa della base.  

## Curiosità
- Il titolo alternativo "Y2K" è una contrazione in linguaggio informatico di "Anno 2000".